# Phalanta philiberti
Phalanta philiberti is een vlinder uit de familie Nymphalidae. De wetenschappelijke naam is gepubliceerd in 1893 door Joseph de Joannis.
Phalanta philiberti kwam voor op de Seychellen (Mahé, Praslin en Silhouette). Begin 20e eeuw was deze vlinder nog talrijk. Vanaf 2014 wordt aangenomen dat deze soort is uitgestorven.